# Катенация (химия)
Катенация  (от лат. catena – цепь) — способность атомов одного и того же химического элемента образовывать разветвлённые и неразветвлённые цепи (гомоцепи).
Гипотеза о катенации атомов углерода была впервые выдвинута А. Кекуле и А. Купером в 1858 году, указавшими на способность атомов углерода при насыщении своих «единиц сродства» образовывать цепи. Это механическое учение о соединении атомов в цепи с образованием молекул легло в основу теории химического строения А. М. Бутлерова (1861).

## Катенация в подгруппе углерода
Катенация происходит наиболее легко между атомами углерода, которые посредством ковалентных связей соединяются друг с другом с образованием длинных цепочек, как открытых, так и замкнутых в кольца. Именно явление катенации объясняет наличие в природе огромного количества органических веществ; основу подавляющего большинства таких соединений составляют цепочки атомов углерода, к которым присоединяются разного рода функциональные группы.
Помимо углерода, ряд других элементов также проявляет способность к катенации, но значительно более слабую. Способность к катенеции коррелирует с энергией связи между атомами одного элемента, а также зависит от целого ряда стерических и электронных факторов, в том числе от электроотрицательности элемента, типа гибридизации молекулярных орбиталей и от способности к образованию различных видов ковалентных связей.  В подгруппе углерода склонность к катенации быстро снижается в ряду:
C ≫ Si > Ge ≈ Sn ≫ Pb
Длинноцепочечные соединения углерода и водорода — алканы, являются стабильными и инертными соединениями, в то время как аналогичные соединения кремния — силаны, самовоспламеняются на воздухе, поскольку в их случае энергия активации гораздо ниже.

## Катенация в других группах
Многие неметаллы образуют молекулы с достаточно устойчивой связью типа X—X (Cl2, N2H4, H2O2 и так далее), но более длинные цепочки встречаются относительно редко. Кислород не образует цепочек более чем из трех атомов.
Высокой способностью к катенации отличается сера. В виде простого вещества наиболее стабильной формой являются циклические молекулы S8; малоустойчивая модификация пластическая сера состоит из хаотично расположенных гомоцепей, число атомов серы в которых может достигать нескольких тысяч.  Хорошо изучены сульфаны H2Sn (n=2-23) и их производные, в частности полисульфиды. К катенации так же способен атом бора, который, в отличие от углерода, образует кластеры, а не цепочки.